# Langues aux Philippines
 (septembre 2016).
Améliorez-le ou discutez des points à vérifier. 

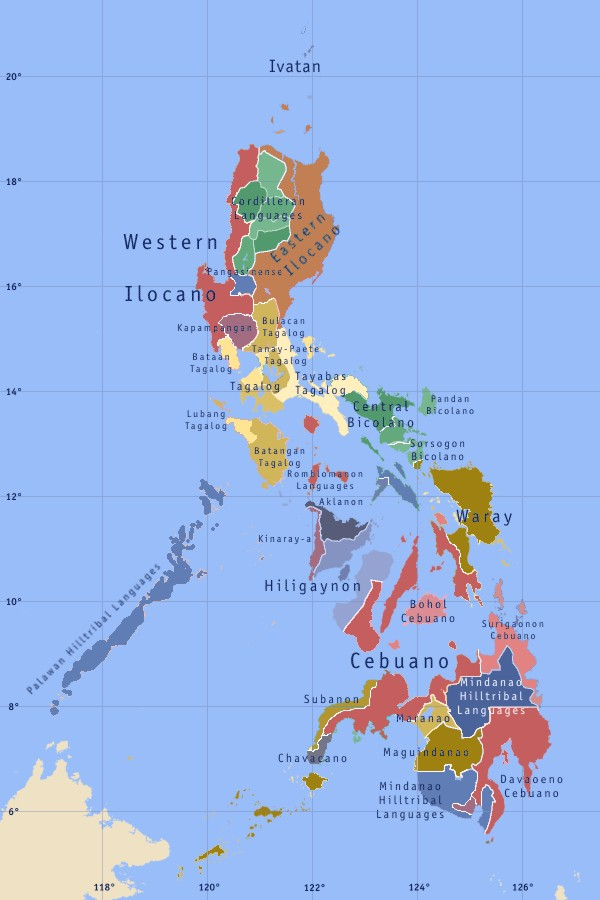
Carte linguistique des Philippines

Selon les sources officielles, il y aurait 190 langues parlées aux Philippines. Elles appartiennent presque toutes au rameau dit « philippin » de la branche malayo-polynésienne des langues austronésiennes. Le chavacano, qui est un créole de l'espagnol, le balangingi sama, le teochew, l'espagnol, l'anglais, ne sont pas des langues philippines.
Les langues officielles des Philippines sont le tagalog, dans sa variété standard appelée « pilipino » ou « filipino », et l'anglais. Elles sont toutes deux utilisées comme langues véhiculaires dans tout l'archipel, et pour les relations internationales.
Malgré une grande diversité de langues, les Philippines ont l'un des taux d'alphabétisation les plus élevés de l'Asie de l'Est et de la zone Pacifique. Environ 90 % de la population de plus de 10 ans est capable de lire et d'écrire. Les Philippins sont généralement bilingues.

## Langues importées
L'espagnol était autrefois relativement répandu dans l'archipel, mais aujourd'hui on estime que pas plus de 10 % de la population ne le parle (essentiellement les quelques milliers de colons et les lettrados philippins). Il faut dire que, tout comme les Hollandais et les Français dans leurs possessions d'Asie, Madrid ne se soucia guère de former des élites locales, sauf peut-être (mais non sans réticences) dans la deuxième moitié du XIXe siècle. L'espagnol a quasiment disparu aujourd'hui au profit de l'anglais, et n'est plus parlé que par environ 200 000 personnes (2018). Seul persiste le chavacano, un créole résultant du mélange de l'espagnol avec les langues locales, qui est utilisé dans certaines zones reculées du pays (notamment en Zamboanga). La langue Espagnole est très isolée dans le cadre régional des Philippines, et il n'y a pas de pays Hispanophones limitrophes, les plus proches pays Hispanophones se trouvant en Amérique Latine.
- Espagnol des Philippines
- Chavacano ou zamboangueño
- Anglais philippin

Pour de petites minorités, l'enseignement peut exister en allemand, coréen, espagnol, français, japonais, mandarin, etc.

### Mélanges
- Taglish (englog, anglais philippin)
- Bislish (en) (anglais & bisaya)
- Hokkien des Philippines (en), lingua franca sino-philippine
- Malais des Philippines (en)

## Langues autochtones
Les langues suivantes sont les 18 les plus parlées du pays :
| Langue           | Groupe                        | Nombre de locuteurs                                                  | Région                                        |
| ---------------- | ----------------------------- | -------------------------------------------------------------------- | --------------------------------------------- |
| tagalog-filipino | grandes philippines centrales | plus de 70 millions (25 millions de locuteurs comme première langue) | toutes les Philippines                        |
| bisaya           | grandes philippines centrales | 38 millions de locuteurs (avec ses variantes, dont le cebuano)       | îles de Cebu, Bohol, Mindanao et Negros       |
| ilocano          | Luçon du Nord                 | 9 millions                                                           | nord de Luçon                                 |
| hiligaïnon       | grandes philippines centrales | 7,5 millions                                                         | île de Panay                                  |
| bicolano         | grandes philippines centrales | 6 millions                                                           | péninsule du Bicol                            |
| pampangan        | luzon centrales               | 2,2 millions                                                         | centre de Luçon                               |
| pangasinan       | Luçon du Nord                 | 1,4 million                                                          | ouest de Luçon                                |
| magindanao       | danao                         | 1,1 million                                                          | sud de Mindanao                               |
| tausug           | grandes philippines centrales | 1 million                                                            | Sulu                                          |
| maranao          | grandes philippines centrales | 900 000                                                              | sud de Mindanao                               |
| surigaonon       | grandes philippines centrales | 450 000                                                              | nord-est de Mindanao                          |
| kinaray-a        | grandes philippines centrales | 400 000                                                              | provinces d'Iloilo et Antique, ouest de Panay |
| waray-waray      | grandes philippines centrales | 3 millions                                                           | îles de Samar et Leyte                        |
| maranao          | grandes philippines centrales | 1 million                                                            | sud de Mindanao                               |
| surigaonon       | grandes philippines centrales | 600 000                                                              | Surigao, Carrascal, Cantilan, Madrid, Lanusa  |
| masbateño        | grandes philippines centrales | 530 000                                                              | île de Masbate                                |
| chavacano        | créole de l'espagnol          | 360 000                                                              | péninsule de Zamboanga et Cavite              |
| ibanag           | Luçon du Nord                 | 320 000                                                              | nord-est du Luçon                             |

## Autres langues
- Langues négrito des Philippines (en)